# 鄭富
鄭富（1503年—？），字中虛，福建興化府莆田縣人，民籍，明朝政治人物。

## 生平
嘉靖十三年（1534年）甲午科福建鄉試第二名舉人。嘉靖十四年（1535年）中式乙未科會試第四十三名，登第三甲第一百八十七名進士。官至湖州府知府。

## 家族
曾祖鄭尚奇；祖父鄭永明；父鄭轅，母陳氏。具庆下。弟鄭寓、鄭宿。